# Agyrtinae
Sous-famille
Les Agyrtinae sont une sous-famille de Coléoptères de la famille des Agyrtidae.

## Liste des genres
Selon ITIS (5 septembre 2021) :
- Agyrtes Froelich, 1799
- Ipelates Reitter, 1885
- Lyrosoma Mannerheim, 1853

Selon BioLib (5 septembre 2021) :
- Agyrtes Frölich, 1799
- Ecanus Stephens, 1839
- Ipelates Reitter, 1884
- Lyrosoma Mannerheim, 1853

Selon Paleobiology Database (5 septembre 2021) (taxons fossiles) :
- Agyrtes
- Ipelates

## Systématique
Le nom scientifique de ce taxon est Agyrtinae, choisi en 1859 par l'entomologiste suédois Carl Gustaf Thomson, le genre type étant Agyrtes. C'est d'ailleurs la sous-famille type des Agyrtidae.